# 黎奭
黎奭（1468年—1542年），字師召，湖廣安陸州京山縣人，明朝政治人物。

## 生平
由國子生中式弘治八年（1495年）乙卯科湖廣鄉試第六名舉人，年四十四歲中式正德六年（1511年）辛未科第二甲第四十八名進士。本年八月授禮科給事中，以剿姚源贼王浩八、胡浩四等，七年六月赴江西监军纪功，九年七月盗平，升南京通政司右参议，嘉靖四年（1525年）四月升本司右通政，六年四月改任右通政、提督誊黄，七年（1528年）二月升任順天府尹，九年十二月升工部左侍郎，十年三月赴承天府提督明显陵工程，十一年十二月改任兵部左侍郎，管右侍郎事，十二年四月以拾遺致仕。嘉靖二十一年卒，賜祭葬。

## 家族
曾祖黎添壽；祖黎瓚，贈戶部員外郎；父黎永明，府同知；母楊氏（封宜人）。永感下。兄黎爽。